# شوكولا (فلم)
شوكولا هو فيلم رومانسي أنتج في عام 2000 مستنداً إلى الرواية التي تحمل نفس الاسم لجوان هاريس، و قد أخرجه لاس هالستروم. روبرت نلسون حولت الرواية إلى سيناريو. يحكي شوكولا قصة أم تلعب، دورها الممثلة جولييت بيونشي، و التي تصل إلى بلدة خيالية مقموعة في فرنسا مع ابنتها ذات الست أعوام وتفتح محل صغير لبيع الشوكولا. الشوكولا التي تبيعها تبدأ سريعاً بتغيير حياة أهل البلدة.
رشح الفيلم لجائزة الأوسكار، و البافتا، و الجولدن جلوب. و قد نال جائزة سكرين أكتورز جيلد.

## القصة
فيان روشر (جولييت بيونشي) كأجدادها تبدأ بالتجول عبر فرنسا. في شتاء 1959 تسافر إلى بلدة فرنسية هادئة حيث تقوم هي وابنتها أنووك (فيكتوريا ثيفيسول) بفتح محل صغير لبيع الشوكولا.
قريبا ما تقوم جولييت بإعادة الشغف لحياة زوج وزوجته، وتشجع حب رجل كبير، وتجلب الراحة لإمراة مربكة تتمنى أن تترك زوجها السكير والذي يسيء إليها. و مع هذا فإن المحافظ التقي (ألفريد مولينا) يرى فيان بأنها إمراة فاسقة ويعمل ضدها بخفية. المعركة تبلغ ذروتها عندما تأتي فرقة مكونة من غجر النهر وتخيم بالقرب من البلدة، وتجد فيان نفسها معجبة بمتجول أيرلندي اسمه روكس (جوني ديب) و الذي بدوره يعجب بها.

## الإقبال
جمع الفيلم 152,699,946 دولار أمريكي حول العالم، وكانت ميزيانية الإنتاج ما يقارب 25 مليون دولار أمريكي.
الفيلم رشح لجوائز عدة، من ضمنها 5 جوائز أوسكار.

## وصلات خارجية
- شوكولا على موقع IMDb (الإنجليزية)
- شوكولا على موقع ميتاكريتيك (الإنجليزية)
- شوكولا على موقع الموسوعة البريطانية (الإنجليزية)
- شوكولا على موقع روتن توميتوز (الإنجليزية)
- شوكولا على موقع قاعدة بيانات الأفلام العربية
- شوكولا على موقع ألو سيني (الفرنسية)
- شوكولا على موقع Turner Classic Movies (الإنجليزية)
- شوكولا على موقع أول موفي (الإنجليزية)
- شوكولا على موقع بوكس أوفيس موجو (الإنجليزية)
- شوكولا على موقع فيلمافينيتي (الإسبانية)

1. 1 2 3 4 5  وصلة مرجع: https://europeanfilmawards.eu/en_EN/film/chocolat.13230. مسار الأرشيف: https://web.archive.org/web/20201104210704/https://europeanfilmawards.eu/en_EN/film/chocolat.13230. الوصول: 4 نوفمبر 2020.
2. ↑  وصلة مرجع: https://www.europeanfilmacademy.org/European-Film-Awards-Winners-2001.72.0.html. مسار الأرشيف: https://web.archive.org/web/20180627230926/https://www.europeanfilmacademy.org/European-Film-Awards-Winners-2001.72.0.html. الوصول: 15 ديسمبر 2019.
3. 1 2  مذكور في: قاعدة بيانات الأفلام على الإنترنت. مُعرِّف قاعدة بيانات الأفلام على الإنترنت (IMDb): tt0241303. الوصول: 4 نوفمبر 2020. لغة العمل أو لغة الاسم: الإنجليزية.
4. ↑  "معلومات عن شوكولا (فيلم) على موقع port.hu". port.hu. مؤرشف من الأصل في 2019-12-09.
5. ↑  "معلومات عن شوكولا (فيلم) على موقع metacritic.com". metacritic.com. مؤرشف من الأصل في 2018-07-19.
6. ↑  "معلومات عن شوكولا (فيلم) على موقع omdb.org". omdb.org. مؤرشف من الأصل في 2007-05-18.